# Selenicereus
Selenicereus este un gen botanic din familia Cactaceae.
Planta are tulpină cu rădacini aeriene, areolele pot fi cu spini sau nu. Florile sunt mari și nocturne, polenizate de către fluturi. Receptaculul poartă bracteea, petalele și în general spinii dorsali sunt mici. Fructele sunt numeroase.

## Specii
- Selenicereus anthonyanus
- Selenicereus atropilosus
- Selenicereus chrysocardium
- Selenicereus grandiflorus
- Selenicereus inermis
- Selenicereus rubineus
- Selenicereus tricae
- Selenicereus wittii
- etc.

### Sinonimia

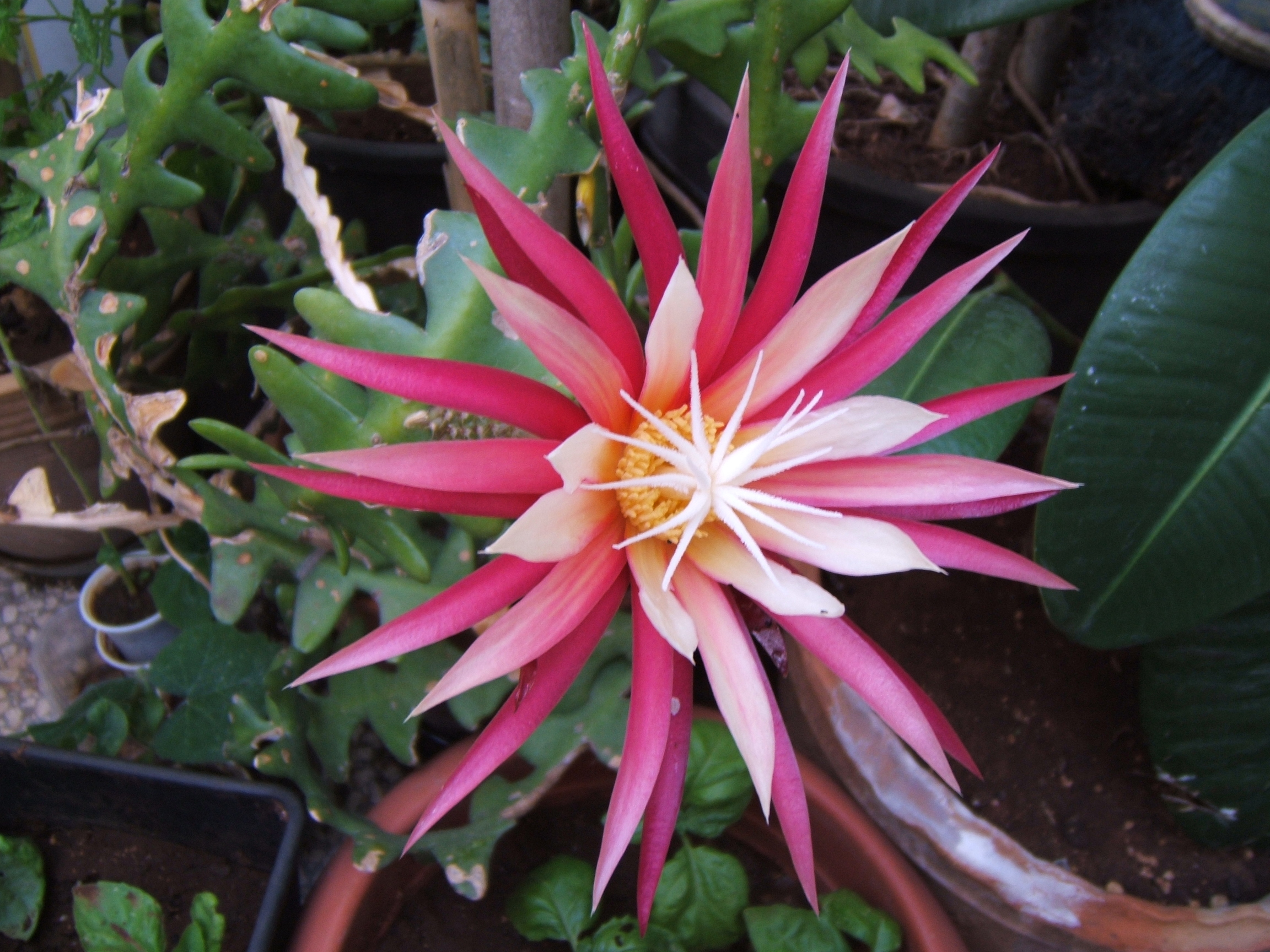
Selenicereus anthonyanus

- Cryptocereus Alexander
- Deamia Britton & Rose
- Marniera Backeb.
- Mediocactus Britton & Rose
- Strophocactus Britton & Rose
- Strophocereus Fric & Kreuz.

## Legături externe
- „Selenicereus” în Dicționar dendrofloricol la DEX online